# Boana fasciata
Boana fasciata é uma espécie de anfíbio da família Hylidae. Pode ser encontrada na Bolívia, Brasil, Peru, Equador, Colômbia, Guiana, Suriname e Guiana Francesa.